# بل زنغوله (مقاطعة كلاردشت)
بل‌زنغوله (بالفارسية: پل‌زنگوله) هي قرية تقع في Kuhestan Rural District في إيران.